# La Guerre des monnaies. La Chine et le Nouvel Ordre mondial
 (décembre 2013).
Si vous disposez d'ouvrages ou d'articles de référence ou si vous connaissez des sites web de qualité traitant du thème abordé ici, merci de compléter l'article en donnant les références utiles à sa vérifiabilité et en les liant à la section « Notes et références ».
La Guerre des monnaies. La Chine et le Nouvel Ordre mondial (en anglais Currency Wars, en pinyin Huòbì zhànzhēng) de Hongbing Song, est un essai traduit et publié en France par les éditions Le Retour aux Sources en 2013 et réédité par le même éditeur en 2020.

## Description
Publié originellement en 2007 en chinois mandarin, cet ouvrage a déjà été traduit en coréen (2008), japonais (2010), polonais (2011, Wojna o pieniądz) et est considéré comme particulièrement représentatif d’un courant ayant récemment émergé de littérature dite « nationaliste économique ».

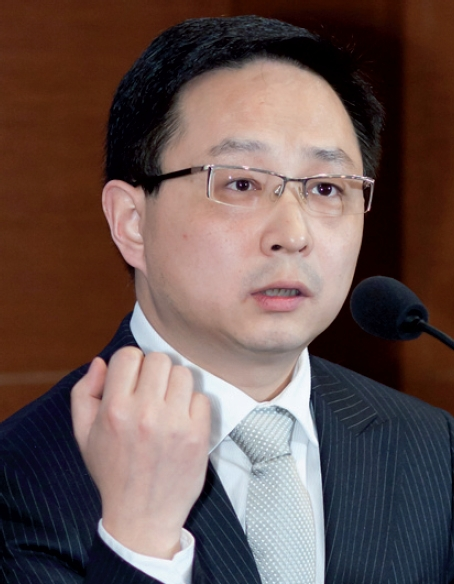
Hongbing Song

Son auteur, écrivain et chercheur en économie, ancien consultant pour les fonds de pension américains Freddie Mac et Fanny Mae, rencontre avec ce livre un grand succès dans son pays d'origine, la Chine, où il se vend à plus de 200 000 exemplaires, s’ajoutant aux 400 000 copies piratées en circulation. En outre, il a été lu par de nombreux dirigeants politiques et économiques chinois de très haut niveau. Au total, plus d’un million d’exemplaires de ce livre ont été vendus.
En juillet 2009, l’ouvrage connaît une suite, Currency Wars 2 : World of Gold Privilege, que le Financial Times a décrite comme l’une des meilleures ventes chinoises en 2009. Plus de deux millions d’exemplaires ont été vendus. Dans ce nouveau livre, Song prédit qu’en 2024, le système de monnaie unique mondiale sera arrivé à maturité. Il estime que si la Chine ne parvient pas à dominer ce système, elle devrait ne pas y participer, mais plutôt se protéger et développer sa propre sphère d’influence financière. Ce thème est encore plus exploité dans le troisième volume.
En mai 2011, Currency Wars 3 : Financial High Frontier, est publié. Song y discute plus spécifiquement de l’histoire de la Chine moderne (de Chang Kaï-Chek à la tendance de dépréciation au long terme du dollar US), du point de vue d’une guerre des monnaies. L’auteur soutient une politique financière isolationniste.

## Résumé
L’idée directrice de ce livre est que les pays occidentaux sont dirigés par un groupe de banques privées ayant pris le contrôle des banques centrales d’État. L'auteur affirme que la Réserve Fédérale des États-Unis est une entité privée, négligeant de rappeler le rôle du gouvernement dans sa direction. Il a prédit correctement une crise financière aux États-Unis en 2008.
Le livre remonte jusqu'à la bataille de Waterloo pour raconter comment un petit groupe de banquiers européens, avec en première ligne la famille Rothschild, a pris petit à petit le contrôle des banques centrales du Royaume-Uni, du reste de l'Europe puis des États-Unis. En maitrisant la finance, ils ont dirigé l'histoire moderne, que ce soit lors de la Guerre Civile Américaine, les deux guerres mondiales, la crise de 1929, ou la chute de l'Union Soviétique. Plus récemment, la récession japonaise des années 1990 et la crise asiatique de 1997 sont aussi attribués aux actes de ces banquiers occultes. D’après Song, ces banquiers essaieraient de soumettre l'économie, et notamment l'économie chinoise, à leurs diktats pour conserver le pouvoir financier. Il recommande aux Chinois d'adopter l'étalon-or afin de se protéger.

## Controverses
Fred Hu Zuliu, directeur exécutif chez Goldman Sachs, a critiqué le caractère fantaisiste des affirmations de Song dans une analyse du livre qu'il qualifie de « mélange de pensée d’extrême gauche, de tendance d’extrême droite, de populisme, d’isolationnisme et d’anarchisme ». Plusieurs universitaires ont dénoncé les grossières erreurs factuelles du livre, certains allant jusqu'à recommander de le lire comme un roman.
La théorie du complot défendue dans le livre et son focus sur la famille Rothschild ont conduit plusieurs médias à la qualifier d'antisémite et à le rapprocher de la littérature conspirationniste occidentale telle que Les protocoles des Sages de Sion. Les critiques précisent que si l'antisémitisme est complètement étranger à la culture chinoise, l'idée d'un complot mondial contre la Chine rencontre beaucoup d'échos.
Song a aussi été accusé d'avoir plagié plusieurs auteurs, notamment le livre Descent into Slavery de Des Griffin.